# Hawaiodillo danae
Hawaiodillo danae is een pissebed uit de familie Armadillidae. De wetenschappelijke naam van de soort is voor het eerst geldig gepubliceerd in 1900 door Dollfus.